# Bom Jesus (kommun i Brasilien, Rio Grande do Norte)
Bom Jesus är en kommun i Brasilien.   Den ligger i delstaten Rio Grande do Norte, i den östra delen av landet, 1 700 km nordost om huvudstaden Brasília. Antalet invånare är 9 432.
Trakten runt Bom Jesus består till största delen av jordbruksmark. Runt Bom Jesus är det ganska tätbefolkat, med 67 invånare per kvadratkilometer.